# توم برادلي (مؤلف)
توم برادلي (بالإنجليزية: Tom Bradley)‏ (17 مارس 1954)؛ روائي أمريكي.